# سیارک ۱۴۵۵۲۳
سیارک ۱۴۵۵۲۳ (به انگلیسی: 145523 Lulin، نامگذاری:2006EM67) صد و چهل و پنج هزار و پانصد و بیست و سومین سیارک کشف شده‌است که در ۷ مارس ۲۰۰۶ کشف شد.